# Oedipina alfaroi
Oedipina alfaroi é uma espécie de salamandra da família Plethodontidae.
Pode ser encontrada nos seguintes países: Costa Rica e Panamá.
Os seus habitats naturais são: florestas subtropicais ou tropicais húmidas de baixa altitude e plantações .
Está ameaçada por perda de habitat.